# Bobcats de Montana State
Les Bobcats de Montana State (en anglais : Montana State Bobcats) sont un club omnisports universitaire de l'Université d'État du Montana de Bozeman dans le Montana. Les équipes des Bobcats participent aux compétitions universitaires organisées par la National Collegiate Athletic Association. Montana State évolue dans la Big Sky Conference.
L'équipe la plus fameuse des Bobcats est celle de basket-ball. À la fin des années 1920, Montana State innova en imposant un rythme plus rapide au jeu. C'était le "racehorse basketball" qui valut aux Bobcats de nombreux succès. En 1928-1929, l'équipe enregistra 36 victoires pour 2 défaites, et fut récompensée rétroactivement par la fondation Helms en 1936 du titre national universitaire 1929. (Voir : Championnat NCAA de basket-ball).